# SHOUT Wageningen
SHOUT Wageningen is de LHBTQ+ (Lesbisch, Homo, Bi, Transgender, Queer) belangenorganisatie en gezelligheidsvereniging van Wageningen en omstreken.
De vereniging is op 11 december 1968 begonnen als een werkgroep van de dan nog Landbouw Hogeschool Wageningen: Wageningse Studenten Werkgroep Homosexualiteit (WSWH); deze naam wordt veranderd in Wageningse Werkgroep Homosexualiteit in 1972 en Homogroep Wageningen in 1981. Deze groep wordt in 1985 een officiële vereniging, die in 2010 door gaat als SHOUT Wageningen.
SHOUT organiseert verschillende vaste activiteiten. Deze bestaan uit open feesten en caféavonden, en gesloten verenigingsavonden. Daarbuiten worden er extra activiteiten georganiseerd en activiteiten in samenwerking met andere organisaties.
Buiten deze activiteiten is SHOUT ook actief op maatschappelijk vlak. Er wordt voorlichting gegeven op basis- en middelbare scholen, een luisterend oor geboden aan LHBTQ-asielzoekers die in de Proces opvang locatie Wageningen Hoog verblijven en er is een gespreksgroep voor mensen die misschien wel moeite hebben met hun gender en/of geaardheid en over LHBTQ+-zaken willen spreken.
Hoewel SHOUT geen studenten- of jongerenvereniging is, promoot de vereniging zichzelf wel veel bij de universiteit. Tijdens de winter- en zomer-AID (de introductiedagen van de WUR) zijn SHOUT-vrijwilligers aanwezig op vele activiteiten en aan het begin van het studiejaar wordt de Find Out SHOUT georganiseerd, een introductieperiode waarin geïnteresseerden de vereniging kunnen leren kennen.